# 小魔女蕾妮特
《小魔女蕾妮特》（リトル・ウィッチ レネット）是日本工畫堂所製作的經營遊戲，由大宇資訊代理。

## 概要
由前作《小魔女帕妃》的中盤中舉行魔法大會的那個月開始，前作的後半部份以蕾妮特的視點觀看內容。與前作一樣有很強的百合情節，有著需第二輪遊戲後才會到達的「隱藏結局」存在。
在2002年9月13日，由發售，為GREAT系列（同社的廉價版品牌）。
在2005年3月25日，工畫堂發售系列中5部作品的合輯「小魔女帕妃完全版」。

## 故事
蕾妮特是在費洛愛爾摩斯魔法學院上學的14歲少女。在作為宮廷魔導師的父親不在家時，與妹妹可可特一同經營著微笑魔法店。
因不想敗給從魔法學院休學、一人經營黑貓魔法的帕妃，而努力開發新的魔法藥，卻因實驗失敗引起大爆炸，導致家傳之壺「天鵝之淚」毀壞了，修理費用為50萬元。到底蕾妮特能否在父親不發現的情況下，賺取50萬元來修理天鵝之淚呢…

## 登場人物
蕾妮特‧科爾雪（聲：水樹奈奈）
魔法學院3年生，自稱天才美少女魔導師。為了急需賺取「天鵝之淚」的修理費50萬，而開始認真經營原本只是「興趣」的微笑魔法店。
父親是宮廷魔導師，很少會回到家中。母親在年幼時過世。
帕妃‧修克雷爾（聲：古山貴實子）
與蕾妮特同年級的14歲少女。現在，為償還店鋪的欠債而休學中。
黑皮（聲：三田友子）
帕妃的黑貓使魔。其毛帶有魔力，除了帕妃以外，不會讓其他人拔牠的毛。
可可特‧科爾雪（聲：水橋香織）
蕾妮特的妹妹。12歲。微笑魔法店的店員。有著與姐姐不同的正直性格。興趣是閱讀少女漫畫。
芙蘿蕾‧米爾菲亞（聲：三五美奈子）
魔法學院的同級生。與帕妃是好友。
斐爾‧路特（聲：石田彰）
流浪的吟遊詩人。見多識廣，對各國的情報很清楚。與菲利王子有着如雙子般的外貌。
蕾妮特的父親（聲：秋元羊介）
費洛愛爾摩斯的宮廷魔道師。

## 系統
遊戲時間是半年。基本部份與前作一樣，但由於蕾妮特沒從魔法學院中休學，故在上午是需要回樣上課（但可以蹺課）。可以選擇拍檔一同進行研究，根據蕾妮特與拍檔的魔法水平一同，可能在實驗過程中出現新的魔法藥配方。
在初期時，能力會比較較低，而上課能有效提高能力水平，但是在中期後，製作店的商品更能提高能力。

## 製作成員
- 監督：松浦幸治
- 企畫・原案・劇本：貝阿弥範明
- 人物記定：岸上大策
- 音樂：馬場信繁
- 程式：さくら、中野裕玄

## 主題歌
主題曲「Romantic Heart」（浪漫的心 ）
作詞：くろねこさんちーむ
作曲・編曲：馬場信繁
主唱：水樹奈奈
挿入歌 「Little Witch's Heart ver.R」（小魔女的心ver.R ）
作詞：貝阿弥範明
作曲・編曲：馬場信繁
主唱：水樹奈奈

## 外部連結
- リトル・ウィッチ レネット製品紹介 （页面存档备份，存于）（工畫堂官方網頁）（日語）